# Bård Ylvisåker
Bård Ylvisåker, född 21 mars 1982, är en norsk komiker, musiker och programledare. Han är en av bröderna i revy- och komikerduon Ylvis, som har varit aktiva i Norge sedan år 2000. Han är yngre bror till Ylvis-kollegan Vegard Ylvisåker.
Han är uppvuxen i Bergen och i Afrika.
Ylvisåker har varit programledare för serierna Norges herligste och I kveld med Ylvis på den norska TV-kanalen TVNorge. År 2013 fick han tillsammans med brodern Vegard en världshit med låten The Fox, även känd som What Does the Fox Say?. Låten nådde en 6:e plats på Billboard Hot 100 i USA och fick över 100 miljoner visningar på YouTube på bara några veckor. 
I Norge har han under de senaste åren haft TV-framgångar med bland annat Stories from Norway,  Ylvis på holmen, och Ylvis i Sogn.